# هارونا کاواشیما
هارونا کاواشیما (انگلیسی: Haruna Kawashima؛ زادهٔ ۱۲ آوریل ۱۹۹۳) بازیکن فوتبال اهل ژاپن است.